# HD140293
HD140293 — хімічно пекулярна зоря спектрального класу
A3 й має видиму зоряну величину в смузі V приблизно  8,8.

Вік зорі складає 13,2 мільярда років з помилкою не більше ± 700 мільйонів років . Це найстаріша з відомих зір.